# Confiança pública

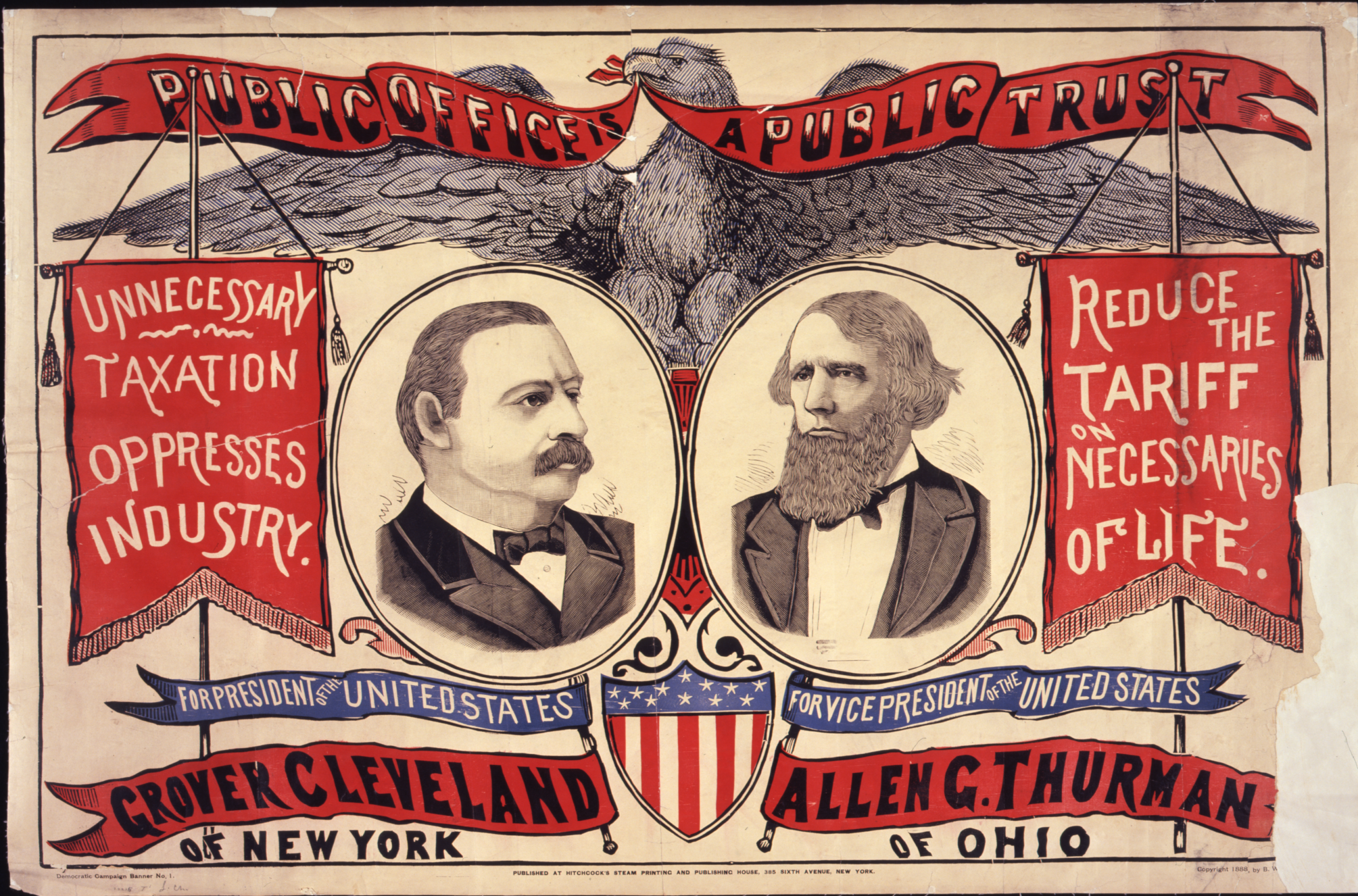
O cargo público é uma confiança pública

O conceito de confiança pública remonta às origens do governo democrático e sua ideia seminal de que dentro do público reside o verdadeiro poder e o futuro de uma sociedade; portanto, qualquer confiança que o público deposite em seus funcionários deve ser respeitada. Uma das razões pelas quais o suborno é considerado um mal notório é que contribui para uma cultura de corrupção política na qual a confiança do público é corroída. Outras questões relacionadas à corrupção política ou à traição da confiança pública são o lobby, grupos de interesse especial e o cartel público.

## Estados Unidos
Nos Estados Unidos, "Public Trust" é um jargão se refere a qualquer propriedade pública que pertença a todo o povo. Inicialmente era usado dentro da formação do governo para se referir aos políticos que alcançam o poder por eleição. Na Constituição dos Estados Unidos, todos os membros do Congresso, bem como o Presidente e Vice-Presidente são eleitos assentos na confiança pública. A primeira constituição estadual redigida nos Estados Unidos foi a Constituição de Maryland de 1776, que expressava que todas as pessoas investidas dos poderes legislativo e executivo do governo são depositárias do público.

## Uso nas Filipinas
Nas Filipinas, a "traição da confiança pública" é um dos crimes passíveis de impeachment. Em Francisco Jr. vs. Nagmamalasakit na mga Manananggol ng mga Manggagawang Pilipino, Inc., a Suprema Corte das Filipinas decidiu que a definição de "traição da confiança pública" é "uma questão política não judiciária que está além do escopo de seu poder judicial" sob a Constituição. Não prescreveu qual ramo do governo tem o poder de defini-lo, mas implica que o Congresso, que lida com casos de impeachment, tem o poder de fazê-lo.